# ستيفن منوشين
ستيفن منوشين (بالإنجليزية: Steven Mnuchin) (ولد في 21 ديسمبر 1962) هو مصرفي وسياسي أمريكي. والشريك المؤسس السابق لبنك غولدمان ساكس. كما شغل رئيس التمويل في حملة المرشح الجمهوري دونالد ترامب في انتخابات الرئاسة الأمريكية 2016. وكان ممولًا ماليًا لعديد من الانتاجات السينمائية في هوليوود. تم ترشيحه في 30 نوفمبر 2016 ليشغل منصب وزير الخزانة الأمريكي في إدارة الرئيس الأمريكي المنتخب دونالد ترامب.
تخرج منوشين من جامعة ييل في عام 1985، وعمل لبنك الاستثمار جولدمان ساكس لمدة 17 عاما، وأصبح في النهاية رئيس قسم المعلومات. بعد أن غادر غولدمان ساكس في عام 2002، وأسس عدة صناديق استثمار وعمل فيها. وخلال الأزمة المالية 2007-2008، اشترى منوشين شركة الإقراض السكني الفاشلة إنديماك. وقد غيّر اسم الشركة إلى بنك ون ويست وأعاد بنائه ثم باعه لمجموعة سي آي تي في عام 2015. انضم منوشين إلى حملة ترامب الرئاسية في عام 2016، وتم تعيينه رئيسا للتمويل الوطني للحملة. في 13 فبراير 2017، تم تأكيد أن منوشن سيكون وزير الخزانة في حكومة الرئيس دونالد ترامب بأغلبية 53-47 صوتا في مجلس الشيوخ الأمريكي.
وبوصفه وزيرا للخزينة، كان منوشين مؤيدا صريحا للإصلاح الضريبي المقترح ودعا لتخفيض معدلات الضريبة على الشركات. وفيما يتعلق بالسياسة التنظيمية، دعم منوشين الإلغاء الجزئي لقانون دود فرانك، مشيرا إلى تعقيد هذا التشريع. وقد خضع منوشين للتدقيق من قبل مجموعات المراقبة بسبب استخدامه للطائرات الحكومية لأغراضه الشخصية.

## النشأة والتعليم
ولد منوشين في 21 ديسمبر، 1962، في مدينة نيويورك، وهو ثاني أصغر أبناء عائلته. ينحدر منوشين من عائلة يهودية. فهو ابن روبرت إي. منوشين من واشنطن، كونيتيكت، وإيلَين تيرنر كوبر من نيويورك. كان روبرت منوشين شريكًا في مؤسسة غولدمان ساكس مسؤولًا فيها عن تداول الأسهم وعضوًا في لجنة الإدارة. وهو أيضًأ مؤسس معرض فني في مدينة نيويورك، يعرف باسم معرض منوشين. هاجر جد منوشين الأكبر، آرون منوشين، وهو تاجر ألماس روسي المولد سكن لاحقًا في بلجيكا، إلى الولايات المتحدة في عام 1916.
التحق منوشين بمدرسة ريفرديل كنتري في مدينة نيويورك. تخرج من جامعة ييل عام 1985 وبحوزته شهادة البكالوريوس في الاقتصاد. في جامعة ييل، كان منوشين ناشرًا لصحيفة ييل ديلي نيوز، وانضم إلى جمعية الجمجمة والعظام في عام 1985.
حصل منوشين على وظيفته الأولى كمتدرب في مصرف الاستثمار سالومون برذرس في أوائل ثمانينيات القرن العشرين، بينما كان لا يزال يدرس في جامعة ييل.

## المسيرة المصرفية والمالية

### مؤسسة غولدمان ساكس
تخرج منوشين من جامعة ييل عام 1985 وبدأ العمل لدى غودن ساكس، حيث عمل والده منذ عام 1957. إذ كانت بدايته في قسم الرهن العقاري، وأصبح شريكًا في غولدمان عام 1994. حتى مغادرته الشركة عام 2002، شغل منوشين المناصب التالية بصفته شريكًا:
- نوفمبر  1994-ديسمبر 1998: رئيس قسم سندات الرهن العقاري.
- ديسمبر 1998-نوفمبر 1999: الإشراف على الرهونات العقارية، والحكومات الأمريكية، وأسواق المال، وشعبة البلديات ذات السلع والعملات والدخل الثابت.
- ديسمبر 1999-فبراير 2001: عضو اللجنة التنفيذية والرئيس المشارك للجنة تشغيل التكنولوجيا.
- فبراير 2001-ديسمبر  :2001نائب الرئيس التنفيذي والرئيس المشارك لقسم المعلومات.
- ديسمبر 2001-2002: نائب الرئيس التنفيذي، وعضو لجنة الإدارة، ورئيس قسم المعلومات.[16]

غادر منوشين غولدمان ساكس في عام 2002 بعد 17 عامًا من العمل، وبحوزته ما يقدر بنحو 46 مليون دولار من أسهم الشركة و12.6 مليون دولار من التعويضات التي حصل عليها في الأشهر السابقة لمغادرته.

### صناديق التحوط
بعد مغادرته غولدمان ساكس في عام 2002، عمل منوشين لفترة وجيزة كنائب لرئيس شركة صندوق التحوط إي إس إل إنفيستمنت، المملوكة من قبل زميله في السكن في جامعة ييل إدوارد لامبرت. وعمل في فترة 2003-2004 رئيسًا تنفيذيًا في إدارة راس المال في إس إف إم، وهو صندوق يدعمه جورج سوروس. أسس منوشين شركة صندوق تحوط تدعى دون كابتل مانجمنت، تيمنًا بمكان يقع على مقربة من منزله في هامبتون، في عام 2004 مع شريكين سابقين في غولدمان. وبعد تأسيسها، شغل منوشين منصب الرئيس التنفيذي للشركة. إذ استثمرت الشركة على الأقل في مشروعين من مشاريع دونالد ترامب، هما برج وفندق ترامب العالمي في هونولولو وسميُّه في شيكاغو. رفع ترامب دعوى ضد شركة دون كابتل مانجمنت وغيرها من الجهات المقرضة لناطحة السحاب في شيكاغو قبل التوصل إلى تسوية.
قدمت شركة  لون ستار فندس عرض سعرٍ أعلى من منوشين على محفظة من التزامات الديون المضمونة بالرهن العقاري السكني عرضتها للبيع شركة ميريل لينش أثناء الأزمة المالية، إذ بيعت مقابل 6.7 مليار دولار.
انتُقد منوشين على استخدامه كياناتٍ خارجية لأغراض الاستثمار بصفته مدير صندوق تحوط، وهي ممارسةً شائعًة في هذا المجال. صرح منوشين قائلًا: «لم أستخدم بأي شكلٍ من الأشكال (كياناتٍ خارجية) لتجنب الضرائب الأمريكية.»

## روابط خارجية
- ستيفن منوشين على موقع IMDb (الإنجليزية)
- ستيفن منوشين على موقع مونزينجر (الألمانية)
- ستيفن منوشين على موقع قاعدة بيانات الفيلم (الإنجليزية)